# Zuiveringsschap Veluwe
Het Zuiveringsschap Veluwe was in 1971 opgericht met als taak het zuiveren van het afvalwater. Deze taak was voortgevloeid uit de Wet Verontreiniging Oppervlaktewater uit 1970.
Het zuiveringsschap had als beheersgebied de Veluwe en heeft na de oprichting enkele nieuwe waterzuiveringsinstallaties gebouwd. De hoofdvestiging stond in Apeldoorn. In 1997 fuseerde het zuiveringsschap samen met een aantal waterschappen tot waterschap Veluwe.